# Alofi (Niue)
Pour les articles homonymes, voir Alofi.
Le village d’Alofi est la capitale de Niue, pays insulaire de l’océan Pacifique sud. Alofi est composée de deux circonscriptions : Alofi Nord (137 habitants) et Alofi Sud (434 habitants), soit une population totale de 581 habitants, ce qui fait d'elle la seconde plus petite capitale du monde au regard de la population, après Melekeok, capitale des Palaos.
Alofi est située au centre de la baie d’Alofi, sur la côte ouest de l’île de Niue, proche du seul point de passage dans la barrière de corail qui entoure l'île. Cette dernière s'étend sur 30 % de la côte de l'île allant de Halagigi à Makapu.
En janvier 2004, Niue a été touchée par le cyclone Heta, qui fit deux morts et causa des dégâts importants. Un nombre élevé d’immeubles d’Alofi furent détruits, y compris son hôpital. Les bâtiments du gouvernement ont depuis été déplacés vers un lieu moins exposé appelé Fonuakula, 3 km plus à l’intérieur de l’île,. Ce site fait partie de Alofi Sud.

## Histoire
Alofi fait partie du territoire historique de la tribu Tafiti, qui couvre la moitié sud de l'île (qui fut colonisée par des Polynésiens venus des Tonga aux alentours de 900 ap. J-C. D'autres colons arrivèrent depuis les Samoa vers 1440). Jusqu'au XVIIIe siècle, les iki (chefs de tribu) et les pères de familles exerçaient l'autorité sur une population fragmentée. L'île devint en 1900 un protectorat britannique dont Alofi fut le chef-lieu et a fait partie de la Nouvelle-Zélande à partir du 11 juin 1901. Le 19 octobre 1974, Niue conclut un accord de libre association avec la Nouvelle-Zélande au sein du Royaume de Nouvelle-Zélande. Niue devient un État et Alofi en sera la capitale.
En janvier 2004, Niue a été frappée par la violente tempête tropicale Cyclone Heta, qui a tué deux personnes et causé d'importants dégâts sur toute l'île. De nombreux bâtiments d'Alofi ont été détruits, y compris l'hôpital. Les bâtiments gouvernementaux ont été déplacés vers un site moins exposé, à 3 km (≈ 2 mi) à l'intérieur des terres depuis la côte ouest, nommé Fonuakula, après la tempête. Ce site se trouve dans les limites du village d'Alofi Sud.

## Géographie
Alofi est située au centre de la Baie d’Alofi sur la côte ouest de l'île, près de la seule ouverture dans le récif corallien qui entoure Niue. La baie s'étend sur 30 % de la longueur de l'île (environ sept kilomètres) de la pointe Halagigie au sud jusqu'à la pointe Makapu au nord. La localité est bordée dans le sens des aiguilles d'une montre par Lakepa, Liku, Hakupu, Tamakautoga, l'océan Pacifique et Makefu ; de plus, Alofi touche Avatele, Tuapa et Mutalau en un point : Avatele à l'extrême sud et Makefu et Mutalau ensemble au nord. Alofi est donc située à la fois à un point de quatre villages et à un point de cinq villages.
La frontière entre Alofi Nord et Alofi Sud n'est pas précisément définie, ce qui rend difficile la détermination de la superficie exacte des villages individuels.

## Patrimoine
- Le Musée national de Niue conserve des objets ayant une importance culturelle et historique locale.

## Climat
Selon la classification de Köppen, Alofi se trouve dans un territoire de climat équatorial, sans saison sèche particulièrement marquée. Bien qu'entre les mois de juin et septembre le temps soit plus sec, la moyenne des précipitations reste au-dessus de 60 mm de pluie durant cette période. Tout comme d'autres villes de ce climat, les températures moyennes restent constantes durant l'année, et avoisinent les 25 °C.
| Mois                              | jan. | fév. | mars | avril | mai | juin | jui. | août | sep. | oct. | nov. | déc. | année |
| --------------------------------- | ---- | ---- | ---- | ----- | --- | ---- | ---- | ---- | ---- | ---- | ---- | ---- | ----- |
| Température minimale moyenne (°C) | 23   | 24   | 24   | 23    | 22  | 21   | 20   | 20   | 21   | 21   | 22   | 23   | 22    |
| Température maximale moyenne (°C) | 28   | 29   | 28   | 27    | 26  | 26   | 25   | 25   | 26   | 26   | 27   | 28   | 27    |
| Précipitations (mm)               | 260  | 250  | 300  | 200   | 130 | 80   | 90   | 100  | 100  | 120  | 140  | 190  | 2 070 |

| Diagramme climatique                                  |         |         |         |         |        |        |         |         |         |         |         |
| J                                                     | F       | M       | A       | M       | J      | J      | A       | S       | O       | N       | D       |
| 2823260                                               | 2924250 | 2824300 | 2723200 | 2622130 | 262180 | 252090 | 2520100 | 2621100 | 2621120 | 2722140 | 2823190 |
| Moyennes : • Temp. maxi et mini °C • Précipitation mm |         |         |         |         |        |        |         |         |         |         |         |

## Sport
Le village d'Alofi possède un gymnase (les villages de Lakepa et Avatele également). Les sports pratiqués dans le village et sur l'île sont entre autres le ta kilikiki (une sorte de cricket traditionnel), le football, le volley-ball, le netball, le golf et le rugby à XV.

## Transport
Alofi est desservi par l'aéroport international de Niue, qui effectue principalement des liaisons vers Auckland, en Nouvelle-Zélande. Un réseau de routes, en bitume ou en terre, quadrille la ville.